# Embajada de Alemania en San Petersburgo

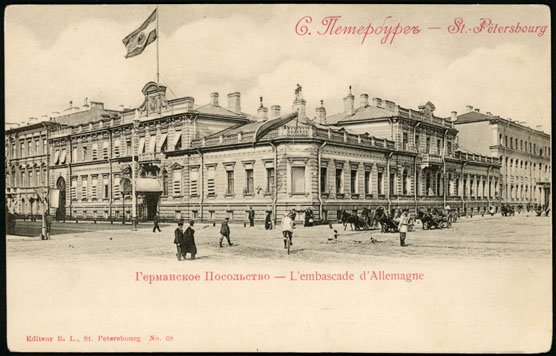
La embajada del Imperio alemán antes de su reconstrucción.

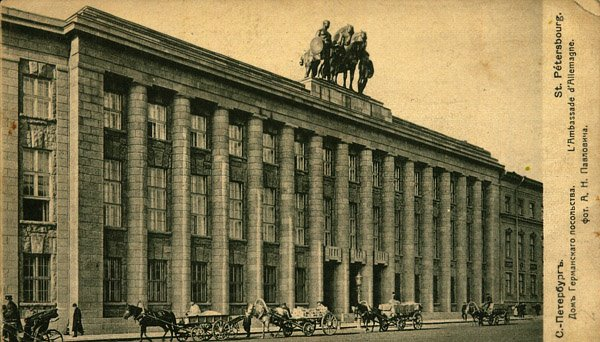
La embajada tras su finalización por Behrens.

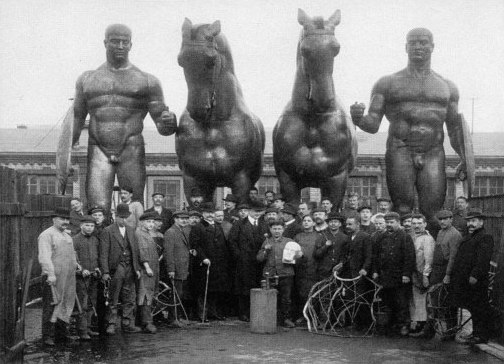
La escultura de los Dioscuros antes de su instalación en el edificio de la embajada.

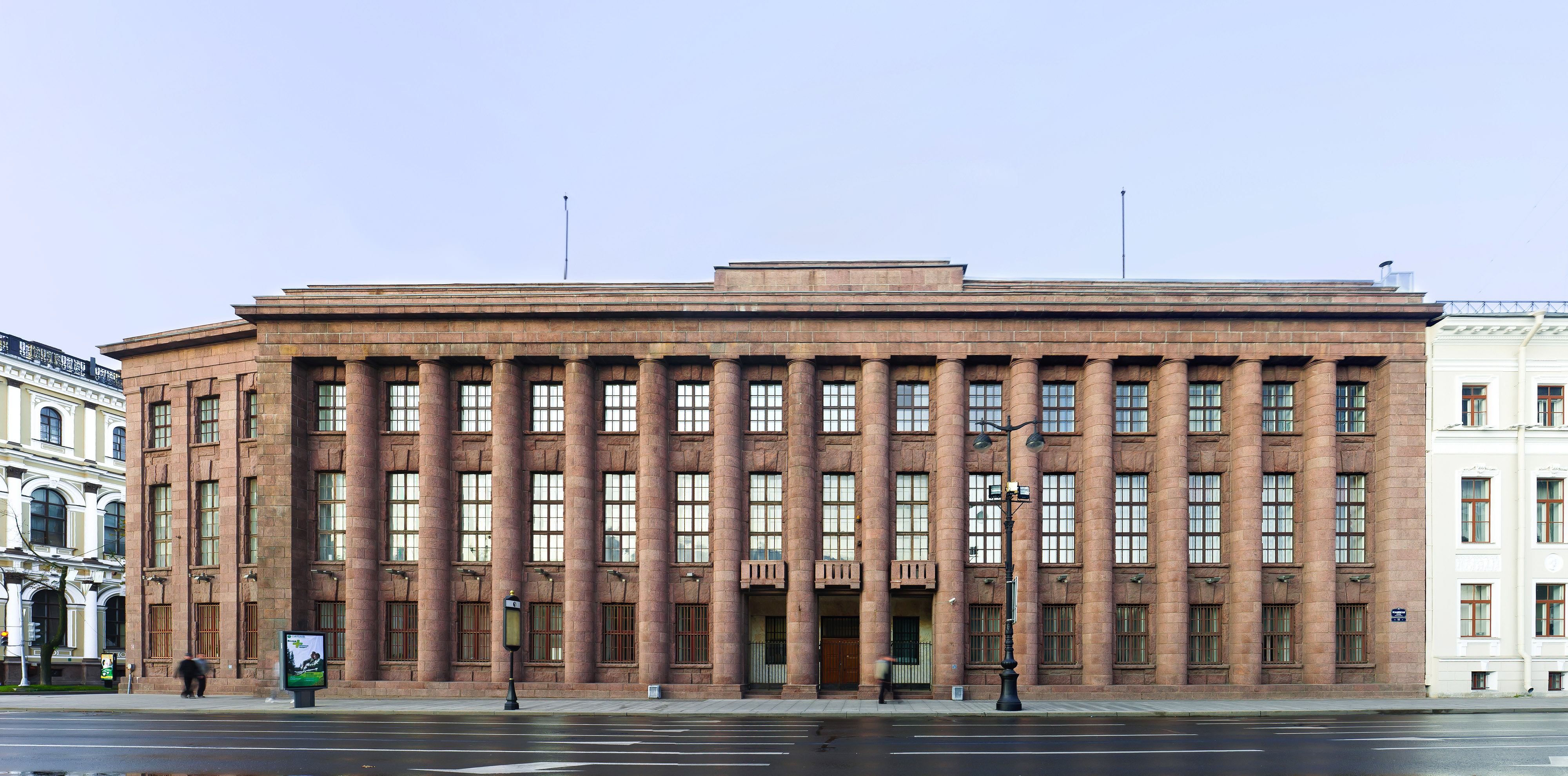
La antigua embajada del Imperio alemán en San Petersburgo en la actualidad.

La antigua Embajada de Alemania en San Petersburgo es considerada el primer y más influyente ejemplo del clasicismo despojado. Fue construida para albergar la misión diplomática del Imperio alemán en San Petersburgo, la entonces capital del Imperio ruso. Tras el traslado de la capital soviética de Petrogrado (el nombre de San Petersburgo en ese momento) a Moscú, sirvió como un consulado de la República de Weimar y de la Alemania nazi. Situado en el 11/41 de la Plaza de San Isaac (en ruso: Исаакиевская площадь, дом 11/41) en el Distrito Tsentralny de San Petersburgo, actualmente el edificio alberga las oficinas de dos agencias del gobierno ruso.

## Historia de la parcela
En la década de 1740, Nikita Shestakov construyó un edificio de dos plantas en la parcela del actual 11/41 de la Plaza de San Isaac. En 1743, Shestakov vendió el edificio al comerciante Fedot Stepánov y desde la década de 1760 hasta 1812 fue propiedad de un joyero de la corte del Imperio ruso. Entre 1815 y 1820, el renombrado arquitecto ruso Vasili Stásov rediseñó la casa en estilo Imperio, habitual en Rusia en esta época.
En 1832, el ayudante general Pável Konstantínovich Aleksándrov, el hijo ilegítimo del gran duque Constantino Pávlovich Románov, compró el edificio y vivió allí con su esposa Anna Aleksándrovna. La pareja celebraba frecuentemente bailes en la residencia, y entre sus huéspedes habituales se encontraba Aleksandr Pushkin. La casa pasó a manos de su hija Aleksandra Pávlovna Lvova, la esposa del príncipe Dmitri Aleksándrovich Lvov, y entre 1870 y 1871 la fachada del edificio fue rediseñada en estilo ecléctico por Ferdinand Müller.

## Embajada alemana

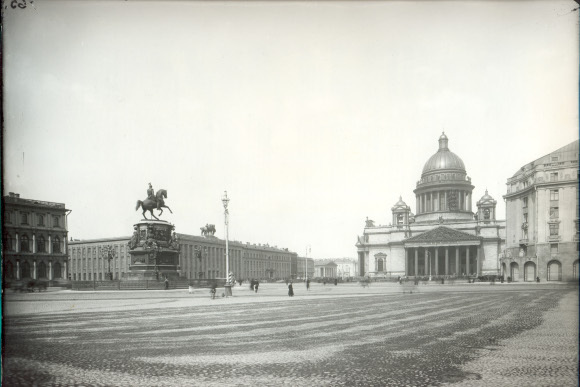
Vista de la Embajada de Alemania en San Petersburgo desde la Plaza de San Isaac

En 1873, el embajador alemán declaró su intención de adquirir el edificio a la princesa Lvova y ese mismo año el edificio fue comprado por el Imperio alemán para albergar la embajada alemana en el Imperio ruso. Los alemanes encargaron al arquitecto Rudolf Bernhard que redecorara el interior del edificio, y en 1889 Iván Schlupp rediseñó el edificio añadiendo una segunda planta sobre una parte de la fachada que da hacia la calle Bolshaya Morskaya.
Ente 1911 y 1913 el edificio fue rediseñado de nuevo, esta vez en estilo neoclásico, por el arquitecto alemán Peter Behrens, como un grandioso monumento al poder de una Alemania unificada. El diseño de Behrens, que según Albert Speer, Adolf Hitler admiraba, hizo que la fachada del edificio se reconstruyera en granito rojo, mientras que el frontispicio, reminiscente de la arquitectura en la Antigua Grecia, se completó con catorce columnas, y se decoró con pilastras. Ludwig Mies van der Rohe sirvió como gerente de construcción del proyecto, y el escultor Eberhard Enke realizó la escultura de los Dioscuros que adornaba el tímpano, que simbolizaba la reunificación de la nación alemana. Otros destacados maestros alemanes realizaron pinturas, esculturas y celosías para adornar el edificio. El edificio de la embajada fue inaugurado oficialmente el 14 de enero de 1913.
La comunidad artística de San Petersburgo expresó opiniones negativas del edificio, y destacados miembros de la comunidad, como Alexandre Benois, Nikolái Wrangel y Gueorgui Lukomski, criticaron el estilo germánico del edificio por ser hostil con el estilo arquitectónico de la ciudad, y debido a que difería enormemente del estilo neoclásico ruso entonces en boga.
Se rumoreó en esa época que la embajada estaba conectada al Hotel Astoria, de propiedad alemana, mediante un túnel. El 1–2 de agosto de 1914, después de que Alemania declarara la guerra a Rusia, la multitud asaltó el edificio mientras el antigermanismo se apoderaba de la ciudad. El edificio recibió unos daños considerables: la multitud incendió la sala del trono del káiser Guillermo II y destruyó obras de arte griegas e italianas y una colección de porcelana de Sèvres. En esta época desapareció la escultura de los Dioscuros de la azotea, y se rumoreó que fue arrojada al río Moika por la multitud, pero los investigadores no han podido encontrar ningún fragmento de la escultura en el río.
Tras la guerra, en 1922 los alemanes volvieron a la ciudad, que en la época era conocida como Petrogrado, y tuvieron un consulado en el edificio, que representaba a la República de Weimar y posteriormente a la Alemania nazi, hasta 1939. Durante el sitio de Leningrado, el Ejército Rojo gestionó un hospital en el edificio, y tras la Gran Guerra Patria albergó el Instituto de Física de Semiconductores. Posteriormente, han ocupado el edificio Intourist, Dresdner Bank y el Comité para la Gestión de la Propiedad del Ayuntamiento de San Petersburgo (en ruso: КУГИ Санкт-Петербурга - Комитет по управлению городским имуществом). En la actualidad, el edificio alberga el Consejo de Administración del Ministerio de Justicia y la Comisión Técnica del presidente de Rusia para el distrito federal del Noroeste.
La restauración del edificio empezó en 2001, con el apoyo de Rossvyazojrankultura y la Gobernadora de San Petersburgo, Valentina Matvienko, en un proyecto con un coste estimado en 170 millones de rublos. Además, un grupo de restauradores dirigidos por OOO «StroyTREST» están planeando recrear la escultura de los Dioscuros para su colocación en el tímpano del edificio. El proyecto para sustituir la escultura ha estado en proceso durante varios años, y las cálidas relaciones entre Rusia y Alemania han creado el ambiente político adecuado para la restauración del edificio a su antigua gloria.